# Anciens cantons de Bourg-en-Bresse
La commune de Bourg-en-Bresse (nommée Bourg jusqu'en 1955), au cœur d'un même canton de 1793 à 1973, a fait depuis l'objet de multiples découpages. Cette page recense ces anciens cantons de Bourg-en-Bresse.

## Histoire

### Bourg-en-Bresse I, II et III
Jusqu'en 1973, il n'existait qu'un unique canton de Bourg-en-Bresse qui comprenait la ville et 14 communes périphériques ou rurales. Par un décret du 16 août de cette année, il fut scindé en trois nouveaux cantons dénommés Bourg-en-Bresse I, II et III. Chacun d'entre eux étant constitué d'une fraction de la ville de Bourg et d'autres communes, à savoir :
- Bourg-en-Bresse-I : Polliat et Saint-Denis-lès-Bourg.
- Bourg-en-Bresse II : Saint-Just et Viriat.
- Bourg-en-Bresse III : Buellas, Lent, Montagnat, Montcet, Montracol, Péronnas, Saint-André-sur-Vieux-Jonc, Saint-Rémy et Servas. En 1974, la commune de Vandeins, détachée du canton de Châtillon-sur-Chalaronne lui fut rattachée.

Comme le mandat du conseiller général alors en fonction, M. Barberot, n'expirait qu'en 1976, il lui fut demandé d'opter. Il choisit alors de représenter le canton I, des élections eurent donc lieu dans les deux autres nouveaux cantons.

### Découpages de 1982 et 1984
En 1982, compte tenu de l'évolution démographique, il fut procédé à un nouveau découpage. Le décret du 25 janvier supprima les trois cantons et redistribua le territoire en quatre nouveaux :
- Bourg-Nord-Centre, formé d'une fraction de Bourg-en-Bresse ;
- Bourg-Est, formé d'une fraction de Bourg-en-Bresse et des communes de Montagnat et Saint-Just ;
- Bourg-Sud, formé d'une fraction d'une fraction de Bourg-en-Bresse et de la commune de Saint-Denis-lès-Bourg ;
- Bourg-Couronne, formé des communes de Buellas, Lent, Montcet, Montracol, Péronnas, Polliat, Saint-André-sur-Vieux-Jonc, Saint-Rémy, Servas, Vandeins et Viriat. Le chef-lieu fut fixé à Péronnas.

Enfin, par le décret du 24 décembre 1984, en vigueur à partir des élections cantonales de mars 1985, le canton de Bourg-Couronne fut supprimé et les cantons de Bourg-Est et Sud perdirent leurs communes de banlieue pour créer les cantons de :
- Péronnas, comprenant les communes de Lent, Montagnat, Montracol, Péronnas, Saint-André-sur-Vieux-Jonc, Saint-Just, Saint-Rémy et Servas ;
- Viriat, comprenant les communes de Buellas, Montcet, Polliat, Saint-Denis-lès-Bourg, Vandeins et Viriat.

De 1985 à 2015, Bourg-en-Bresse est donc divisée en trois cantons dont aucun ne compte de commune de banlieue.

### Redécoupage cantonal de 2014
Lors du redécoupage cantonal de 2014, les trois cantons de Bourg-en-Bresse-Est, Nord-Centre et Sud sont supprimés et deux nouveaux cantons sont créés, qui associent à nouveau Bourg-en-Bresse à des communes de banlieue.
- Bourg-en-Bresse-1, comprenant une fraction de Bourg-en-Bresse et la commune de Viriat ;
- Bourg-en-Bresse-2, comprenant une fraction de Bourg-en-Bresse et las communes de Péronnas, Saint-Denis-lès-Bourg et Saint-Rémy.

## Tableau récapitulatif
| Communes                                                           | 1783-1973                          | 1973-1982                                                    | 1982-1985                                 | 1985-2015                                 | 2015-                                  |
| ------------------------------------------------------------------ | ---------------------------------- | ------------------------------------------------------------ | ----------------------------------------- | ----------------------------------------- | -------------------------------------- |
| Bourg-en-Bresse Fleyriat (jusqu'en 1794) Longchamp (jusqu'en 1800) | Canton de Bourg-en-Bresse          | Bourg-en-Bresse-I, Bourg-en-Bresse-II et Bourg-en-Bresse-III | Bourg-Est, Bourg-Nord-Centre et Bourg-Sud | Bourg-Est, Bourg-Nord-Centre et Bourg-Sud | Bourg-en-Bresse-1 et Bourg-en-Bresse-2 |
| Buellas                                                            | Canton de Bourg-en-Bresse          | Bourg-en-Bresse-III                                          | Bourg-Couronne                            | Canton de Viriat                          | Attignat                               |
| Lent                                                               | Canton de Bourg-en-Bresse          | Bourg-en-Bresse-III                                          | Bourg-Couronne                            | Canton de Péronnas                        | Ceyzériat                              |
| Montagnat                                                          | Canton de Bourg-en-Bresse          | Bourg-en-Bresse-III                                          | Bourg-Est                                 | Canton de Péronnas                        | Ceyzériat                              |
| Montcet                                                            | Canton de Bourg-en-Bresse          | Bourg-en-Bresse-III                                          | Bourg-Couronne                            | Canton de Viriat                          | Attignat                               |
| Montracol                                                          | Canton de Bourg-en-Bresse          | Bourg-en-Bresse-III                                          | Bourg-Couronne                            | Canton de Péronnas                        | Attignat                               |
| Péronnas                                                           | Canton de Bourg-en-Bresse          | Bourg-en-Bresse-III                                          | Bourg-Couronne                            | Canton de Péronnas                        | Bourg-en-Bresse-2                      |
| Polliat                                                            | Canton de Bourg-en-Bresse          | Bourg-en-Bresse-I                                            | Bourg-Couronne                            | Canton de Viriat                          | Attignat                               |
| Saint-André-sur-Vieux-Jonc                                         | Canton de Bourg-en-Bresse          | Bourg-en-Bresse-III                                          | Bourg-Couronne                            | Canton de Péronnas                        | Ceyzériat                              |
| Saint-Denis-lès-Bourg                                              | Canton de Bourg-en-Bresse          | Bourg-en-Bresse-I                                            | Bourg-Sud                                 | Canton de Viriat                          | Bourg-en-Bresse-2                      |
| Saint-Just                                                         | Canton de Bourg-en-Bresse          | Bourg-en-Bresse-II                                           | Bourg-Est                                 | Canton de Péronnas                        | Ceyzériat                              |
| Saint-Rémy                                                         | Canton de Bourg-en-Bresse          | Bourg-en-Bresse-III                                          | Bourg-Couronne                            | Canton de Péronnas                        | Bourg-en-Bresse-2                      |
| Servas                                                             | Canton de Bourg-en-Bresse          | Bourg-en-Bresse-III                                          | Bourg-Couronne                            | Canton de Péronnas                        | Ceyzériat                              |
| Vandeins                                                           | canton de Châtillon-sur-Chalaronne | Bourg-en-Bresse-III (1974)                                   | Bourg-Couronne                            | Canton de Viriat                          | Attignat                               |
| Viriat                                                             | Canton de Bourg-en-Bresse          | Bourg-en-Bresse-II                                           | Bourg-Couronne                            | Canton de Viriat                          | Bourg-en-Bresse-1                      |

## Administration
Conseillers généraux successifs des anciens cantons de Bourg-en-Bresse
Canton de Bourg-en-Bresse
| Période      | Période              | Identité                                | Étiquette        | Qualité                                                                                     |
| ------------ | -------------------- | --------------------------------------- | ---------------- | ------------------------------------------------------------------------------------------- |
| 1833         | 1839 (décès)         | Pierre-Marie Bernard                    |                  | Maire de Bourg                                                                              |
| 1839         | 1855 (décès)         | Marie Louis Félix Chevrier de Corcelles | Royaliste modéré | Président honoraire du Tribunal civil de Bourg Membre de la Chambre des Députés (1827-1834) |
| 1855         | 1864                 | Charles François Joseph Bernard         |                  | Avocat, maire de Bourg (1851-1862)                                                          |
| 1864         | 1871                 | Jean-Marie Victor Dupré                 |                  | Docteur-médecin, maire de Bourg (1862-1870)                                                 |
| 1871         | 1875 (décès)         | Alphonse Morellet                       | Républicain      | Avocat, député du Rhône (1849-1851)                                                         |
| 1875         | 1884 (démission)     | Hippolyte Morellet                      | Républicain      | Avocat puis magistrat Sénateur (1885-1900)                                                  |
| 1884         | 1901 (décès)         | Jean-Marie Verne                        | Républicain      | Maire de Bourg-en-Bresse (1880-1882 et 1888-1900)                                           |
| 1901         | 1904                 | Louis-François Girard                   | rad.             | Négociant à Bourg-en-Bresse                                                                 |
| 1904         | 1919                 | Georges Loiseau                         | rad.             | Avocat - Maire de Bourg-en-Bresse (1900-1919)                                               |
| 1919         | 1922                 | Jean Jules Belley                       | Républicain      | Maire de Bourg-en-Bresse (1922-1935)                                                        |
| 1922         | 1928                 | Gabriel Parisot                         | SFIO             | Inspecteur des PTT Conseiller municipal de Bourg-en-Bresse                                  |
| octobre 1928 | 1940                 | Charles Touillon                        | RG               | Médecin à Bourg-en-Bresse                                                                   |
|              |                      |                                         |                  |                                                                                             |
| octobre 1945 | février 1946 (décès) | Alexandre Vieux                         | rad.             | Marchand de biens                                                                           |
| avril 1946   | octobre 1951         | Francisque Béard                        | SFIO             |                                                                                             |
| octobre 1951 | mars 1970            | Joseph George                           | MRP              | Avocat. Adjoint au maire de Bourg-en-Bresse                                                 |
| mars 1970    | octobre 1973         | Paul Barberot                           | CDP              | Maire de Bourg-en-Bresse (1965-77) Député (1962-78)                                         |

Canton de Bourg-en-Bresse I
| Période      | Période   | Identité      | Étiquette | Qualité                                             |
| ------------ | --------- | ------------- | --------- | --------------------------------------------------- |
| octobre 1973 | mars 1976 | Paul Barberot | CDP       | Maire de Bourg-en-Bresse (1965-77) Député (1962-78) |
| mars 1976    | mars 1982 | André Godin   | PS        |                                                     |

Canton de Bourg-en-Bresse II
| Période      | Période   | Identité   | Étiquette                | Qualité |
| ------------ | --------- | ---------- | ------------------------ | ------- |
| octobre 1973 | mars 1982 | Paul Morin | Radical puis UDF-Radical |         |

Canton de Bourg-en-Bresse III
| Période      | Période   | Identité        | Étiquette | Qualité                       |
| ------------ | --------- | --------------- | --------- | ----------------------------- |
| octobre 1973 | mars 1982 | Pierre Chambaud | DVD       | Agriculteur Maire de Péronnas |

Canton de Bourg-en-Bresse-Couronne
| Période   | Période   | Identité        | Étiquette | Qualité                       |
| --------- | --------- | --------------- | --------- | ----------------------------- |
| mars 1982 | mars 1985 | Pierre Chambaud | DVD       | Agriculteur Maire de Péronnas |